# Penàguila
Penàguila község Spanyolországban, Alicante tartományban. Lakosainak száma 293 fő (2024). Penàguila Alcoleja, Alcoy, Benasau, Benifallim, Benilloba, Cocentaina, Gorga, Relleu, Sella és La Torre de les Maçanes községekkel határos.

## Népesség
A település lakosságának változását az alábbi diagram mutatja:
| Lakosok száma | 372  | 344  | 334  | 323  | 332  | 324  | 328  | 292  | 275  | 293  |
|               | 2001 | 2004 | 2006 | 2009 | 2011 | 2014 | 2016 | 2019 | 2021 | 2024 |